# Érard II de Brienne-Ramerupt
Pour les articles homonymes, voir Brienne et Érard de Brienne.
Érard II de Brienne (né vers 1220, † en février 1250) est seigneur de Ramerupt en Champagne. Il est le fils de Érard de Brienne et de Philippa de Champagne.

## Biographie
À la mort de son père Erard de Brienne, il hérite de la seigneurie de Ramerupt alors que son frère Henri hérite de celle de Venizy.
En 1248, avec son frère Henri, il prend part à la Croisade du roi Saint Louis et arrive à Chypre la même année.
Le 4 juin 1249, il est l'un des premiers à débarquer sur la côte d'Égypte et participe à la prise de Damiette. Il devait partager un bateau avec Jean de Joinville lors de la traversée de Chypre à l'Égypte, mais il en a obtenu un de la maîtresse de Beyrouth.[source insuffisante]
Le 8 février 1250, il participe à la bataille de Mansourah et y trouve la mort lors de l'attaque fatale de Robert d'Artois sur Al Mansourah.

## Mariage et enfants
Il n'a pas été marié et n'a pas de descendance connue.